# تیمو گلاک
تیمو گلاک (انگلیسی: Timo Glock؛ زاده ۱۸ مارس ۱۹۸۲) اتوموبیل‌ران فرمول ۱ اهل آلمان است.